# Feliks Białkiewicz
Feliks Białkiewicz, ps. Zbigniew, Grot, Zataj, Leśny, ur. 11 lipca 1922 w Pińczowie, zm. 26 listopada 2008 w Warszawie, polski działacz harcerski w czasie II wojny światowej, komendant wojennego hufca (Roju) Szarych Szeregów Zbigniewowo Pińczów, harcmistrz Związku Harcerstwa Polskiego, podporucznik czasu wojny Armii Krajowej i porucznik Wojska Polskiego.
Profesor doktor habilitowany inżynier leśnik-hydrolog, specjalista z zakresu regulacji stosunków wodno-glebowych siedlisk leśnych, oczyszczania i produkcyjnego wykorzystania wód ściekowych w glebie pod uprawę plantacji drzew. Działacz kombatancki i społecznik.

## Życiorys

### Dzieciństwo i wczesna młodość
Urodził się 11 lipca 1922 w Pińczowie, jako najmłodszy (czwarty) syn Adama Białkiewicza i Leokadii z d. Mol. Jego Ojciec, specjalista od napędu młynów i hydrauliki, był jednym z wykonawców i montażystów pierwszego krzyża metalowego na szczycie Giewontu w Tatrach, w 1901 roku.
Do wybuchu II wojny światowej ukończył gimnazjum i rozpoczął naukę w Liceum Ogólnokształcącym im. Hugona Kołłątaja w Pińczowie oraz odbył roczny kurs przysposobienia wojskowego zakończony ćwiczeniami polowymi. Maturę zdał w czerwcu 1942 roku w konspiracyjnym liceum w Pińczowie, a w latach 1943-44 sam prowadził kilkanaście kompletów tajnego nauczania z zakresu gimnazjum.

### Działalność harcerska i konspiracyjna w trakcie II wojny światowej
W 1933 roku wstąpił do Drugiej Pińczowskiej Drużyny Harcerzy, a od 1934 roku Pińczowskiej Drużyny Harcerzy im. Gen. Sowińskiego, w której otrzymał stopień ćwika. W sierpniu 1939 roku, w oparciu o uprzednie ochotnicze zgłoszenie, powołany został kartą mobilizacyjną do pomocniczej służby wojskowej, którą pełnił do momentu ewakuacji władz polskich z Pińczowa.
Działalność konspiracyjną rozpoczął w listopadzie 1939 jako współorganizator i zastępowy odtworzonej I Pińczowskiej Drużyny Harcerzy. W ramach zmian organizacyjnych i coraz większej liczby harcerzy pełnił m.in. Funkcję kierownika Kręgu Starszoharcerskiego, Szczepu i w końcu komendanta Roju Zbigniewowo (tj. Hufca Szarych Szeregów w Pińczowie), gdy starszyzna harcerska podjęła decyzję o włączeniu się do ogólnopolskiej struktury Szarych Szeregów. W 1943 roku dodatkowo był drużynowym jednej z drużyn Grup Szturmowych i Szkół Bojowych Hufca, a następnie również ich instruktorem szkolenia wojskowego i dywersji.
W lipcu 1943, po ujęciu i natychmiastowym rozstrzelaniu kilku funkcyjnych Hufca, uczestników Szkoły Podchorążych Rezerwy Piechoty z klasy utworzonej dla Hufca Szarych Szeregów Zbigniewowi, z powodu zagrożenia aresztowaniem zmuszony był opuścić Pińczów i udał się do Opatowca, gdzie utworzył placówkę Szarych Szeregów podporządkowaną Komendzie Hufca w Pińczowie.
Po odbyciu kursu „Szkoły za lasem” prowadzonym przez wizytatora Kwatery Głównej Szarych Szeregów, w grudniu 1943 mianowany został podharcmistrzem rozkazem Naczelnika Szarych Szeregów. W październiku 1944 ukończył roczny kurs Szkoły Podchorążych Rezerwy Piechoty Armii Krajowej, uzyskując stopień kaprala podchorążego.
Był współredaktorem i technicznym wykonawcą konspiracyjnych pism informacyjnych i szkoleniowych, przeznaczonych do kolportażu wewnętrznego, jak też rozprowadzanych w różnych lokalnych środowiskach konspiracyjnych (m.in. tygodników Co słychać?, Na czasie, Żołnierz Polski, dziennika Informator radiowy, dwutygodników Czuwaj, W roju i Myśli Młodych, miesięcznika Głos Młodych, zeszytów szkoleniowych Dywersant i Bojowiec, broszury szkoleniowej Walki w miejscowościach, broszur Opowiadania lotnicze, Polska Walczy, W służbie). W tym czasie Pińczów zajmował drugie miejsce (po Warszawie) w liczbie wydawanych tytułów prasy konspiracyjnej i wydawnictw Szarych Szeregów, obejmując swym zasięgiem nie tylko powiat pińczowski (od Kij do Opatowca), ale i sąsiedni powiat buski.
Brał udział w akcjach zaopatrzeniowych i sabotażowych, m.in. W Wiślicy i Pińczowie. W okresie od 24 lipca 1944 do 12 sierpnia 1944 brał aktywny udział w akcji zbrojnej „Burza” i utworzeniu tzw. Republiki Pińczowskiej, czyli przejściowym, całkowitym wyzwoleniu od okupacji niemieckiej ok. 1000 km kw. powiatu pińczowskiego i miechowskiego, na bezpośrednim zapleczu frontu niemiecko-sowieckiego. Początkowo, wraz z drużyną Grup Szturmowych Szarych Szeregów, był członkiem 1. kompanii 3. batalionu 120. Pułku Piechoty AK Ziemi Pińczowskiej, podległego dowództwu 106. Dywizji Piechoty AK, a następnie oddziału „Szarzy” stanowiącego grupę osłonową dowództwa batalionu.
Po demobilizacji wrócił do konspiracji i przystąpił wraz ze swoim zastępcą, Zbigniewem Sobczykiem (ps. Ziemowit) do ostatniej reorganizacji Hufca Zbigniewowo, spowodowanej dekonspiracją Grup Szturmowych, i wydawania dziennika Informator Radiowy na potrzeby lokalne. Odbył też kurs minerski zorganizowany przed komendę obwodu  IV AK „Pelagia” (Pińczów). Kierowany przez niego Hufiec Szarych Szeregów Zbigniewowo został wyróżniony przez Komendanta Ula Szarych Szeregów Skała oraz Chorągwi Harcerzy Kielce mianem „Gniazda Zapaleńców” oraz pochwałą w rozkazie Naczelnika Szarych Szeregów wraz z zaproszeniem na odprawę Komendantów Chorągwi (10-11 czerwca 1944).

### Działalność harcerska po zakończeniu II wojny światowej
W zakresie działalności harcerskiej po zakończeniu II wojny światowej, w latach 1945-46 był członkiem Komendy Hufca Związku Harcerstwa Polskiego Pińczów, współredaktorem miesięcznika Zastępowy tego hufca i członkiem Międzyuczelnianego Warszawskiego Kręgu Instruktorskiego „Kuźnica”. W latach 1946–47 był członkiem Komisji Historycznej przy Kwaterze Głównej Związku Harcerstwa Polskiego, a w latach 1980-84 członkiem Kręgu Instruktorskiego „Łysica” w Warszawie. Współpracował w zakresie dokumentowania działalności harcerskiej w czasach II wojny światowej z komisjami historycznymi Kwatery Głównej Chorągwi Kieleckiej ZHP i Hufców ZHP w Pińczowie oraz Kazimierzy Wielkiej. Był współautorem (wraz ze swoim zastępcą, Zbigniewem Sobczykiem) monografii działalności Hufca Szarych Szeregów w Pińczowie pt. Gniazdo Zapaleńców, wydanej w 1983, 1987 i 2004 roku.
Od powstania Stowarzyszenia Szarych Szeregów w 1949 roku był do 2001 roku przewodniczącym jego pińczowskiego oddziału. Nominację harcmistrzowską otrzymała w 1981 roku i był honorowym Komendantem Hufca ZHP Pińczów oraz honorowym członkiem Stowarzyszenia Szarych Szeregów. Na swoje 70-lecie, 80-lecie oraz 85-lecie otrzymał odznaki i dyplomy w uznaniu zasług dla rozwoju harcerstwa na Ziemi Kieleckiej, a ponadto Krzyż Zasługi dla ZHP. Za wojenną działalność niepodległościową został zweryfikowany do stopnia wojskowego „porucznik czasu wojny AK” oraz odznaczony: Krzyżem Walecznych, Złotym Krzyżem Zasługi z Mieczami-Rozetami oraz nadanym czterokrotnie Medalem Wojska. Prezydent RP w 1993 roku mianował Feliksa Białkiewicza, niebędącego w czynnej służbie wojskowej, podporucznikiem, a następnie rozkazem Ministra Obrony Narodowej RP został on mianowany porucznikiem Wojska Polskiego. Za działalność harcersko-wojskowo-niepodległościową otrzymał też Krzyż Armii Krajowej (z Londynu, w 1984 roku) i odznaki kombatanckie: Akcji Burza (w 1994 roku) i Weteran Walki o Niepodległość (w 1996 roku).

### Działalność naukowa
Jest absolwentem dwóch wydziałów Szkoły Głównej Gospodarstwa Wiejskiego (SGGW) w Warszawie – leśnego (1945-50) i melioracji wodnych (1956-61). W trakcie studiów na Wydziale Leśnym był prezesem Studenckiego Koła Leśników SGGW oraz założycielem i pierwszym redaktorem Głosu Młodego Leśnika i przewodniczącym Komisji Wydawniczej Towarzystwa Bratniej Pomocy Studentów SGGW (tzw. Bratniaka). Od października 1947 do końca grudnia 1992 (a więc ponad 45 lat) pracował w Instytucie Badawczym Leśnictwa (IBL) w Warszawie.
Uzyskał:
- stopień naukowy doktora nauk technicznych w zakresie melioracji wodnych (w czerwcu 1965) na Wydziale Melioracji Wodnych Wyższej Szkoły Rolniczej (WSR) we Wrocławiu, tytuł rozprawy doktorskiej: Bilans wodny dwóch małych zlewni nizinnych zalesionej zlewni rzeki Jałówki i rolniczej zlewni rzeki Krzemionki;
- stopień naukowy doktora habilitowanego nauk Leśnych w zakresie melioracji leśnych w lasach, nadany w grudniu 1978 przez Radę Naukową Instytutu Badawczego Leśnictwa (IBL) w Warszawie, tytuł rozprawy habilitacyjnej: Badania nad możliwością wykorzystania ścieków miejskich w uprawach leśnych i plantacyjnych;
- tytuł profesora nauk leśnych, dekretem Rady Państwa z 12 lipca 1982.
Był kierownikiem Grupy Problemowej IBL w latach 1963-65, kierował Samodzielną Pracownią Leśnego Wykorzystania Wód Ściekowych IBL (1965-70), a następnie Zakładem Gospodarki Wodnej IBL (1970-92). W latach 1956–63 pracował dodatkowo w Pracowni Melioracyjnej Biura Urządzania Lasu i Projektów Leśnictwa w Warszawie.
W latach 1965–76 był koordynatorem prac naukowych (finansowanych przez stronę amerykańską) w ramach Polsko-Amerykańskiej Fundacji im. Marii Curie-Skłodowskiej oraz łącznikiem pomiędzy Polską Akademią Nauk a dyrekcją Instytutu Badawczego Leśnictwa i głównymi realizatorami tych badań w IBL.
W okresie od lipca 1972 do lipca 1978 realizował umowę z Departamentem Rolnictwa USA na prowadzenie badań nad oczyszczaniem i produkcyjnym wykorzystaniem ścieków miejskich do uprawy roślin drzewiastych oraz wód ściekowych z zanieczyszczeniem organicznym w celu ochrony środowiska przyrodniczego.
W latach 1970–78 podjął działalność dydaktyczną w Szkole Głównej Gospodarstwa Wiejskiego (SGGW), prowadząc wykłady i seminaria na Wydziałach: Leśnym i Melioracji Wodnych oraz Studium Podyplomowym Produkcyjności Lasu.
W latach 1969–85 prowadził kompleksowe badania z zaangażowaniem wielu ośrodków naukowych w Polsce w zaprojektowanej i zorganizowanej przez siebie Stacji Hydrologicznej w Puczniewie, które łączyły zagadnienia z zakresu fizjologii drzew z problematyką techniczno-gospodarczych zastosowań wyników do uproduktywnienia zdegradowanych i ubogich siedlisk borowych.

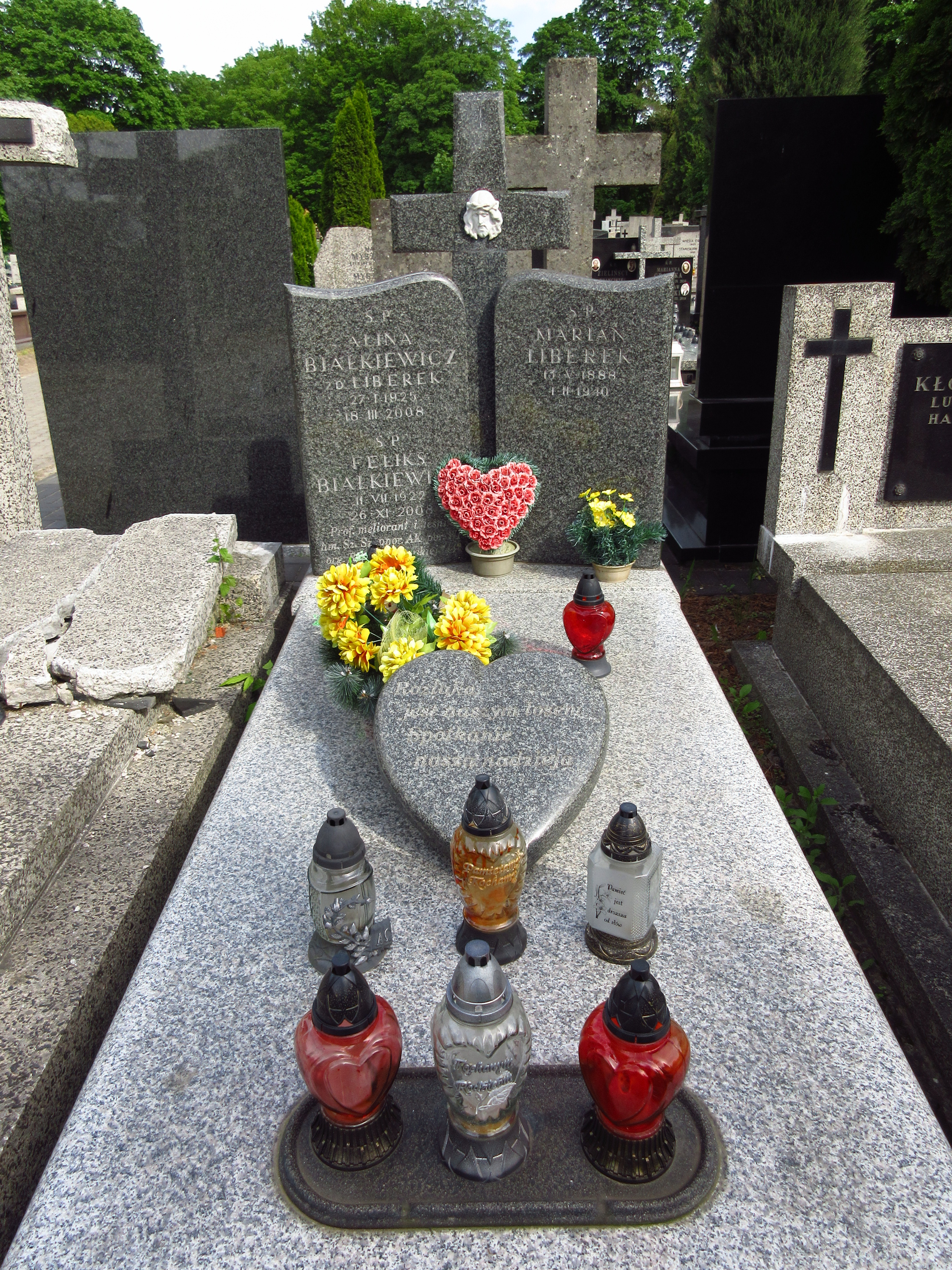
Grób profesora Feliksa Białkiewicza na Cmentarzu Bródnowskim.

Dorobek naukowy Feliksa Białkiewicza obejmuje 236 pozycji, wśród nich m.in. 38 publikacji naukowych, 15 publikacji popularno-naukowych i 63 dokumentacje naukowo-badawcze, sprawozdania naukowe oraz poważniejsze ekspertyzy, a także 71 recenzji i opinii oraz 49 referatów naukowych. Praktyczną realizacją tego dorobku była otwarta w 1984 roku gospodarcza, glebowo-roślinna oczyszczalnia ścieków Zakładów Przemysłu Ziemniaczanego w Iławie. O jego dorobku pisano również w ówczesnej prasie ogólnopolskiej.
W działalności społeczno-zawodowej aktywnie uczestniczył w pracach Polskiego Towarzystwa Leśnego (PTL), Stowarzyszenia Inżynierów i Techników Leśnictwa i Drzewnictwa oraz Polskiego Towarzystwa Gleboznawczego.
Od 1976 roku do śmierci był rzeczoznawcą Naczelnej Organizacji Technicznej (NOT) do spraw hydrologiczno-leśnych.
W latach 1975–92 był Członkiem Rady Naukowej Instytutu Badawczego Leśnictwa (IBL), a od stycznia 1993 do śmierci – jej członkiem honorowym. W latach 1975–90 (pięć kadencji) członek Komitetu Melioracji Wodnych Polskiej Akademii Nauk (PAN), zaś w latach 1972-80 członek Komitetu Kształtowania i Ochrony Środowiska Polskiej Akademii Nauk (PAN). Był też członkiem Komitetów Hydrologicznych w ramach programu UNESCO-MAB i RWPG.
Pochowany na cmentarzu Bródnowskim w Warszawie (kwatera 60E-4-31).

## Odznaczenia
1. Krzyż Walecznych;
2. Krzyż Armii Krajowej (1984);
3. Medal Wojska (nadany czterokrotnie);
4. Krzyż Zasługi dla Związku Harcerstwa Polskiego (1970);
5. Krzyż Kawalerski Orderu Odrodzenia Polski (1980);
6. Srebrny (1955) i Złoty Krzyż Zasługi (1970) z Mieczami (1986);
7. Odznaka Pamiątkowa „Akcja Burza” (1994);
8. Odznaka Pamiątkowa „Weteran Walk o Niepodległość” (1996);
9. Patent Weterana Walk o Wolność i Niepodległość (2000);
10. Medale: X-lecia (1955) i XL-lecia (1984);
11. Srebrna (1957) i Złota (1978) Odznaka Polskiego Towarzystwa Leśnego;
12. Złota Odznaka Związku Zawodowego Pracowników Leśnictwa i Przemyślu Drzewnego (1965);
13. Odznaka „Zasłużony dla Leśnictwa i Przemysłu Drzewnego” (1977);
14. Złota Odznaka „Za Zasługi dla Ochrony Środowiska i Gospodarki Wodnej” (1990).

## Wybrane publikacje naukowe
1. Białkiewicz F., Ciepielowski A., Stolarek A., Tyszka J., Wiślińska B., Leśne zlewnie badawcze, Prace IBL 16 (1993), s. 1-37;
2. Białkiewicz F., Dotychczasowa i perspektywiczna działalność Zakładu Gospodarki Wodnej IBL, Prace IBL, ser. , numer specjalny (1992), s. 12-42;
3. Białkiewicz F., Miśkiewicz N., Harmaciński W., Koncepcja rozwiązania gospodarki ściekowej przemysłu ziemniaczanego na przykładzie glebowo-roślinnej oczyszczalni ścieków ZPZ Iława, Prace IBL 709 (1991), s. 272-283;
4. Białkiewicz F., Harmaciński W., Oczyszczanie w glebie i wykorzystywanie ścieków ziemniaczanych do produkcji roślinnej. Badania na małych lizymetrach, Prace IBL 705 (1991), s. 219-233;
5. Białkiewicz F., Cieślak A., Kieruzal M., Rytel Z., Utylizacja ścieków komunalnych w plantacyjnych uprawach drzew i w drzewostanie sosnowym na siedlisku boru świeżego, Prace IBL 702 (1991), s. 155-178;
6. Białkiewicz F., Nowiński S., Miąższość drzew w plantacji nawadnianej ściekami miejskimi, Prace IBL 696 (1991), s. 63-71;
7. Białkiewicz F., Kieruzal M., Wawrzyniak T., Zużycie wilgoci i pokarmu przez rośliny drzewiaste przy nawodnieniu ściekami i nawożeniu, Prace IBL 701 (1991), s. 133-153;
8. Białkiewicz F., Kieruzal M., Wawrzyniak T., Oczyszczanie i wykorzystanie ścieków miejskich w uprawach roślin drzewiastych, Prace IBL 700 (1991), s. 117-132;
9. Białkiewicz F., Kieruzal M., Wawrzyniak T., Badania nad utylizacją ścieków łódzkiej aglomeracji miejskiej w uprawach drzew i krzewów, Prace IBL 700 (1991), s. 155-178;
10. Białkiewicz F., Krajewski T., Regulacja stosunków wodnych na leśnych powierzchniach poklęskowych, Prace IBL, ser. B, 5 (1985), s. 50-54;
11. Białkiewicz F., Babiński S., Znaczenie lasu w kształtowaniu retencji wodnej gleb i odpływie wód opadowych, Sylwan 1 (1981), s. 1-9;
12. Białkiewicz F., Krajewski T., Niektóre aspekty badań nad wodnymi melioracjami torfowisk i ich leśnym zagospodarowaniem, Seminarium pt. „Gospodarka leśna na torfowiskach”, Warszawa, wrzesień 1980;
13. Białkiewicz, F., Badania nad możliwością wykorzystania ścieków miejskich w uprawach leśnych i plantacyjnych, Prace IBL 574, Warszawa 1980;
14. Białkiewicz F., Dobrzański B., Boćko J., Stan badań i perspektywy nawodnień ściekami terenów leśnych, Zeszyty Postępów Nauk Rolniczych 204 (1978), s. 261-275;
15. Białkiewicz F., Boćko J., Nowiński S., Dynamika Wzrostu upraw leśno-plantacyjnych nawadnianych ściekami miejskimi, Zeszyty Postępów Nauk Rolniczych 204 (1978), s. 289-297
16. Białkiewicz F., Leśne oczyszczanie i wykorzystanie ścieków miejskich, Zeszyty Problemowe Postępów Nauk Rolniczych 204 (1978), s. 255-288;
17. Białkiewicz F., Rytel Z., Zawartość składników pokarmowych w wodach rzeki Ner w latach 1957-1974, Zeszyty Problemowe Postępów Nauk Rolniczych 204 (1978), s. 23-35;
18. Białkiewicz F., Boćko J., Nowiński S., Oczyszczanie i wykorzystanie ścieków w środowisku gleb leśnych, Zeszyty Problemowe Postępów Nauk Rolniczych 204 (1978), s. 13-22;
19. Białkiewicz F., Kucharska K., Tyszka J., Odpływ wód powierzchniowych z małych zlewni nizinnych o różnym stopniu i układzie lesistości, Sylwan 6 (1978), s. 1-10;
20. Białkiewicz F., Tomaszewski K., Zaręba R., Produkcyjność upraw sosnowych na zmeliorowanych nieużytkach bagiennych, Prace IBL 540 (1977), s. 89-132;
21. Białkiewicz F., Badania lizymetryczne nad oczyszczaniem i wykorzystaniem ścieków ziemniaczanych pod uprawami leśnymi, Roczniki Nauk Rolniczych, ser. F, 79/2 (1976);
22. Białkiewicz F., Kucharska K., Tyszka J., Rola lasu w użytecznym obiegu wody w środowisku przyrodniczym, Prace IBL 513-514 (1976), s. 115-126;
23. Białkiewicz F., Kermen J., Środowisko leśne jako naturalna oczyszczalnia ścieków, Zeszyty Naukowe Politechniki Śląskiej – Inżynieria Sanitarna 18 (1975), s. 23-37;
24. Białkiewicz F., Możliwości wykorzystania  ścieków miejskich w gospodarstwie leśnym (doświadczenia lizymetryczne), Prace IBL 487 (1974), s. 79-108;
25. Białkiewicz F., Oczyszczanie i wykorzystanie w gospodarstwie leśnym ścieków z produkcji płyt pilśniowych (badania lizymetryczne), Prace IBL 486 (1974), s. 53-77;
26. Białkiewicz F., Stosunki hydrologiczne małych zlewni nizinnych: zalesionej zlewni rzeki Jałówki i rolniczej zlewni rzeki Kamionki, Prace IBL 341 (1968), s. 227-305;
27. Białkiewicz F., Nowiński S., Wpływ nawodnień nawożących ściekami na wysokość i jakość plonu wierzb krzewiastych, Prace IBL 338/342 (1968), s. 307-363;
28. Białkiewicz F., Możliwość wykorzystania ścieków miejskich w produkcji wierzby krzewiastej, Sylwan 4 (1968), s. 43-55;
29. Białkiewicz, F., Grochodrzew, Warszawa 1952.

## Źródła
1. Materiały historyczne Stowarzyszenia Szarych Szeregów, Nr. 88 (2009), s. 65-69;
2. Głos Pińczowski, rok XIX, nr 1 (177), styczeń 2009, s. 6-8;12;
3. Głos Lasu, nr 1 (463), styczeń 2009; s. 42-43;
4. Leśne Prace Badawcze, vol. 70(1), marzec 2009, s. 92-93;
5. Złota Księga Nauki Polskiej – Naukowcy Zjednoczonej Europy, Gliwice 2006, s. 41-42;
6. Współcześni uczeni polscy – słownik biograficzny, tom V, Warszawa 2006, s. 75;
7. Pierwsi Powojenni – monografia pierwszego, powojennego rocznika studentów Wydziału Leśnego SGGW (1945-50), Warszawa 2004, s. 151-154;
8. Wiśniewska M., Harcerz, żołnierz, obywatel…, Warszawa 1987, s. 92-151;
9. Baczuk J., Borowy R., Gembarzewski A. (red.) Chłopcy z lasu, cz. IV: wspomnienia leśników-kombatantów, Warszawa 1999, s. 35-47;
10. Broniewski S., Całym życiem, Warszawa 1983, s. 228-229;
11. Kozera A. (red.), Wspomnienia partyzantów Republiki Pińczowskiej 1944, tom 2, Kielce 2004, s. 18-43;
12. Kozera A. (red.), Wspomnienia partyzantów Republiki Pińczowskiej 1944, tom 6, Kielce 2005, s. 86-102;
13. Jabrzemski J. (red.), Szare Szeregi – Harcerze 1939-1945, tom I, Warszawa 1988, s. 112-134;
14. Jabrzemski J., Harcerze z Szarych Szeregów, Warszawa 1997, s. 54-57;
15. Wojtycza J. (red.), Harcerski Słownik Biograficzny, tom IV, Warszawa 2016, s. 24-28.